# 港孩
港孩，又稱港童，有時稱裙腳仔，泛指一些嬌生慣養，自理能力低，和抗逆力低的香港兒童。
港孩是出生於20世紀90年代中後至21世紀初，物質富裕、少子化社會下的產物。因為自小受到家人的溺愛和家傭的全天候照顧，習慣接受小王子、小公主般的呵護和伺候，造成自理能力、情緒智商和抗逆力三者均低的「三低」港孩。有小六學生不懂綁鞋帶、剪指甲和洗頭沖涼等，缺乏基本生活起居能力，連買麵包也不懂，便溺也不懂處理。情緒智商低和抗逆力低的小孩長大後較易罹患情緒病，遇到挫折時自尋短見的案例亦屢見不鮮。
有記者在九龍塘小學進行訪問，發現逾八成受訪學生不懂綁鞋帶、剪指甲及自行食有骨食物；也有年僅8歲女孩擁有手提電話、數碼相機、macbook及iPad等，身上服飾亦全是名牌，對金錢毫无概念，曾用多張一千元紙幣寫字畫畫，玩完後便棄掉。Janet Ma馬詩慧（受訪家長）用「6個不得」來形容港孩，就是「餓不得、飽不得、熱不得、凍不得、累不得、不舒服不得」。

## 港孩特徵
大部份港孩均會出現以下數個的特徵：
1. 沒有自理能力，喜歡依賴他人。
2. EQ較低，為人情緒化。
3. 無能力解決問題，愛說不知道。
4. 對大部份事情沒有反應，對任何東西不感興趣。
5. 不珍惜學習，不肯吃苦，對自己亳無要求。
6. 很喜歡玩，但不知意義何在。
7. 渴望被注意，但又沒有面對群眾的信心。
8. 追求物質生活，不珍惜自己所有，妒忌別的小孩擁有好玩具、好成績等。
9. 寧願「悶」，也不願意「辛苦」。
10. 不食人間煙火，未經歷過任何欺凌及痛苦。
11. 自我中心，要所有人都只能關心他一個。
12. 從小因爲被父母過份呵護導致與父母實際想得到的結果相反－寵壞，永遠有家長傍身保護。
13. 事事要贏，輸打贏要。

## 港孩成因

### 學校價值教育減少
有學者認為，港孩出現的成因源於家長對學校干涉與教師工作壓力連年增加、以及課程的倫理成份減少，令未有基本價值觀與德行的孩子突然擁有近似成人的權力所致。

### 家長過份保護

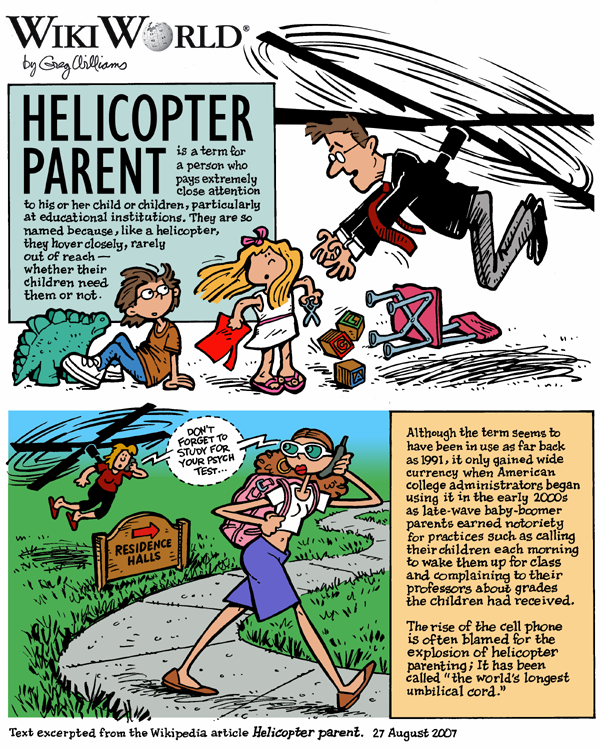
以「直升機父母」為題的漫畫

教育心理學家指出父母望子成龍的心態，過份注重孩子學業是導致港孩的成因。為了讓子女有更多時間溫書，完全不讓他們做日常的自理工作，導致子女過分依賴，失去照顧自己的能力，成為「高分低能」的港孩。有些孩子自幼由傭人打點一切, 長大後不能獨立, 就連高中學生參與學校夏令營時也不肯自己裝飯,要老師代勞。  除了為子女化解社會上遇到的問題，父母過度保護獨生子女，使他們缺乏面對逆境能力。「直升機父母」（helicopter parents）一詞正是形容這一些長期在子女頭上盤旋監察，時刻保護及指揮他們一舉一動的父母。

### 家長投訴文化盛行
也有一些父母，當子女遇到任何困難，即時挺身而出，為子女向各方投訴，日本稱這類自我中心的難纏父母為「怪獸家長」。2010年12月，歐洲的一場暴風雪癱瘓了倫敦希斯路機場，導致準備返回香港過寒假的留學生滯留機場，部份家長聲淚俱下，甚至要求政府派三架專機把留學生接回香港。這些「港父母」和「港孩」受到輿論不斷質疑和批評。
除了投訴社會機構外，部份疼愛子女的家長以錯誤方法，例如要求個別照顧、把應有懲罰視作歧視等挑戰教師和校方的專業判斷，不斷投訴，令問題孩子更趨自我中心。

### 課外活動過多
有研究認為港孩的成因與參加過多的課外活動有關。該研究於2011年對1912名小學4年級至小學6年級學生進行調查，發現超過4成半兒童參與4至6項課外活動，更有22%小學生參加課外活動達7項以上。因為父母花在子女活動的開支每月可達1萬港元，因此，這些兒童被稱為「萬花童」。由於課外活動繁多，私人時間相對減少，有超過半數兒童每天的私人時間只得1至2小時。除缺乏私人時間外，「萬花童」的特徵更包括溝通能力差、與同齡朋友甚少相處溝通、欠缺自理能力和與父母關係疏離。

### 個人化課程增加
有論者認為，課程改革後不少科目以個人化考核，取代以往的統一標準，亦是港孩日趨自我中心的成因之一。

### 家長未能以身作則
香港家庭教育學院在2012年訪問近300名家長和300多名初中及小學生，歸納香港兒童十大無禮行為。排首位是兒童對外傭或長者，甚少說「唔該」，佔82%；其次是衝入車廂「霸位」。調查同時發現，74%的家長甚少說「唔該」，90%家長表示會排隊「打尖」，故此，研究推論子女無禮的主因，乃是家有以身作則。

## 解決港孩問題
有教育學者認為若「港孩」情況延續，成長後有可能對香港社會的競爭力造成負面影響。臨牀心理學家指出解決港孩問題，父母應採取「積極不干預」策略，放手讓孩子嘗試自主學習。家長及學校可從日常生活做起，鼓勵子女學習自立，當小孩開始學會說話便要教導基本禮貌，孩子4至5歲時應學會自己梳洗等。家長在子女參加活動時應互相討論，考慮子女性情、興趣及能力，否則會令子女感到被強迫參加，漸漸養成放棄和退縮的個性。
香港有中學擔心「直升機家長」會削弱學生的抗逆力，禁止父母為孩子解決問題，例如禁止父母為子女「補鑊」，把漏帶的東西帶回學校。此外，亦禁絕家長陪子女在校內吃飯。
亦有小學校長指出港孩是由缺乏耐性的父母所造成，只要子女一聲「不懂」，父母就即為他們把事情處理妥當。其實，家長與其花費時間和金錢安排子女參加大量課外活動，倒不如培養他們自己的自理能力和增加他們對生活上經常要遇到或要完成的事的經驗令他們的生活經驗變得更加豐富和充實以及尊重他人的道理。

## 資料來源
1. ↑  . 東方日報. 2010-07-20  [2011-01-31]. （原始内容存档于2016-03-04）.
2. ↑  . 多倫多星島日報. 2011-01-26  [2011-01-31]. （原始内容存档于2013-11-09）.
3. 1 2  . 東方日報.   [2011-01-31]. （原始内容存档于2016-03-04）.
4. ↑  . 蘋果日報. 2010-09-03  [2011-01-31]. （原始内容存档于2021-04-26）.
5. ↑  .   [2011-01-31]. （原始内容存档于2020-01-28）.
6. ↑  梁亦華(2011.7.15)︰教育界的「蝴蝶效應」 （页面存档备份，存于），《蘋果日報》，E06。
7. ↑  . 港生活.   [2021-06-23]. （原始内容存档于2016-03-05） （中文（香港））.
8. 1 2  . 太陽報. 2010-08-16  [2011-01-31]. （原始内容存档于2019-09-20）.
9. ↑  . 東方日報. 2010-08-16  [2011-01-31]. （原始内容存档于2012-01-26）.
10. ↑  . 信報. 2011-01-07  [2011-01-31]. （原始内容存档于2021-04-26）.
11. ↑  . 蘋果日報. 2010-12-23  [2011-01-31]. （原始内容存档于2011-01-26）.
12. 1 2  . 香港經濟日報. 2013-05-08  [2013-05-08].[永久]
13. ↑  . 東方日報. 2011-04-11  [2011-04-11]. （原始内容存档于2019-11-20）.
14. ↑  . 星島日報. 2012-04-05  [2012-04-18]. （原始内容存档于2014-02-28）.
15. ↑  . 星島日報. 2010-07-20  [2011-01-31]. （原始内容存档于2012-07-23）.
16. ↑  . 經濟日報. 2011-12-07  [2011-12-08]. （原始内容存档于2012-01-18）.
17. ↑  . 明報. 2012-05-28  [2012-05-28]. （原始内容存档于2012-07-09）.

## 外部連結
- 香港電台網站: 開卷樂:訪黃明樂談《港孩》（页面存档备份，存于）
- 星期日檔案——走出童話。電視廣播有限公司。2011年1月30日翡翠台播出。